# Mary Boyoi
Mary Boyoi là một ca sĩ, nhà hoạt động nhân quyền và nhà từ thiện, đến từ bộ lạc Murle của Nam Sudan. Cô sinh ra ở Malakal, Sudan (nay là Nam Sudan) năm 1980, ba năm trước khi cuộc nội chiến nổ ra.
Cha cô, một thủ lĩnh Murle và chỉ huy quân sự trong Phong trào / Quân đội Giải phóng Nhân dân Sudan (SPLM / A) đã bị giết năm 1989. Sau cái chết của cha cô, cô và gia đình đã dành nhiều năm trong các trại di tản ở Sudan và các trại tị nạn ở Ethiopia để tránh xung đột chiến tranh.
Cô tiếp tục học cao hơn ở Kenya và hoàn thành một loạt các khóa học văn bằng. Năm 2002, cô bắt đầu làm việc cho các cơ quan cứu trợ nhân đạo ở nhiều địa điểm khác nhau trên khắp Nam Sudan.
Nhờ công việc nhân đạo mà Boyoi tìm thấy niềm đam mê của mình - giúp đỡ người khác. Boyoi sử dụng tài năng đặc biệt của mình trong âm nhạc để làm sáng tỏ các vấn đề và kêu gọi hòa bình và hòa giải trong nhân dân. Năm 2005, cô thành lập ABONA International, một tổ chức phi lợi nhuận nhằm hỗ trợ hòa bình trên khắp Nam Sudan và cung cấp hỗ trợ cho các cô gái và phụ nữ trẻ trong các tình huống bạo lực và phá hoại. Năm 2007, cô bắt đầu làm việc cho dự án âm nhạc đầu tiên của mình, Referendum.
Vào tháng 1 năm 2010, Boyoi đã được các thành viên của cộng đồng Murle đề cử để tranh cử vào một vị trí quốc hội trong Hội đồng Lập pháp Nam Sudan ở Juba. Cô vận động cho các cuộc bầu cử diễn ra vào tháng 4 năm 2010.
Zooz, một bài hát trong album thứ hai của Boyoi chưa được phát hành đã được giới thiệu trên Sudan Votes Music Hopes vào tháng 3 năm 2010. Sudan Votes Music Hopes là sự hợp tác của các nghệ sĩ từ khắp Sudan, họ đã viết các bài hát bầu cử "để khuyến khích người dân Sudan tạo dấu ấn cho tương lai của họ". Album SVMH được biên soạn bởi nhạc sĩ ca sĩ người Đức Max Herre và đang được phát hành trên khắp Sudan trên các băng âm thanh, đài phát thanh và kỹ thuật số thông qua sudanvotes.com. Việc sản xuất được thực hiện bởi Media in Coperation and Transition (MICT) và được Bộ Ngoại giao Đức tài trợ. Vào tháng 8 năm 2012, nhãn hiệu Süd Electronic đã phát hành một bản vinyl với các bản phối lại theo phong cách house của Tama Sumo và Portable.